# Coordinadora d'Organitzadors de Camps de Treball Internacionals de Catalunya
La Coordinadora d'Organitzadors de Camps de Treball Internacionals de Catalunya (abreujat COCAT), antigament la Coordinadora Catalana de Camps de Treball Internacionals, és una plataforma catalana que es dedica a gestionar projectes de voluntariat a l'estranger per a joves catalans i a Catalunya per a estrangers. El seu objectiu comú és promoure el voluntariat i així fomentar valors com la igualtat social, la inclusió, la sostenibilitat, la solidaritat internacional i la participació social.
Va ser creada el 2005 per les diferents entitats catalanes que organitzaven camps de treball internacionals aleshores, amb la intenció de poder coordinar-se entre si. A data de 2025, la conformaven la Coordinadora Rural de Catalunya, la Fundació Catalana de l'Esplai, la Fundació Escolta Josep Carol, el Grup d'Esplai Vidrerenc, Obre't Ebre, Balmes Blancs i l'Associació País de Terra Roia. Abans també n'havien format part el Casal de Joves de Cardedeu, el Centre Excursionista Empordanès i l'organització RAI. Inversament, COCAT pertany a Lafede.cat, així com a la Federació d'Organitzacions Catalanes Internacionalment Reconegudes (FOCIR), a l'Alliance of European Voluntary Service Organisations i al Comitè de Coordinació del Servei Voluntari Internacional.
La coordinadora s'encarrega d'oferir tant camps de treball (d'entre 15 i 20 dies) com voluntariats de mitjana i llarga durada (d'entre un mes i un any), els quals s'emmarquen en el Cos Europeu de Solidaritat i, per tant, són subvencionats per la Comissió Europea. A més, coordinen intercanvis juvenils, i duen a terme sessions informatives i formacions per als voluntaris, diferenciades segons si viatgen al Nord global o al Sud global.
El 2007, la plataforma va encarregar-se de gestionar gairebé 2.300 camps de treball (comptant-hi els internacionals i els fets a Catalunya). El 2023, en els voluntariats conduïts per COCAT van participar més de 400 joves catalans i 300 estrangers, en programes organitzats per 90 entitats d'arreu del món i 10 de catalanes, respectivament. El 2020, tot i les restriccions per la pandèmia de COVID-19 tant dins com fora de Catalunya, la coordinadora va aconseguir mantenir part de l'activitat voluntària al país. Altres agents catalans que organitzen estades internacionals són el Servei Civil Internacional (SCI), La Víbria Intercultural, Setem, l'Associació Catalana per la Pau (ACP), CC ONG i l'Associació de Turisme Sostenible Ethnic (Aethnic).
El 2010, COCAT va organitzar a Barcelona el Congrés Internacional del Voluntariat, juntament amb el Comitè de Coordinació del Servei Voluntari Internacional. El 2019, es va realitzar una exposició fotogràfica a l'Espai Jove Joan Amades de Manresa titulada COCAT: Un encontre de mirades, en la qual es mostraven fotografies dels diferents camps de treball conduïts a través de COCAT. El 2023, se'n va tornar a fer una amb aquest contingut, aquesta vegada al Palau Alòs de Ciutat Vella a Barcelona, sota el títol Encontre de mirades: Una visió del voluntariat al món amb COCAT.